# Державний лад Швейцарії
Політика Швейцарії здійснюється в рамках багатопартійної федеральної парламентської демократичної республіки, в якій Федеральна рада Швейцарії є урядом. Виконавча влада здійснюється урядом і федеральною адміністрацією, таким чином жодна людина не може мати повної виконавчої влади. Федеральна законодавча влада покладається як на уряд, так і на обидві палати Федеральних зборів Швейцарії. Судова влада є незалежною від виконавчої та законодавчої. Для будь-яких змін до конституції, проведення референдуму є обов'язковим; для будь-якої зміни закону, може проводитись референдум. Через референдуми громадяни можуть оскаржити будь-який закон, проголосований у федеральному парламенті та через збір підписів вносити зміни до федеральної конституції, що робить Швейцарію державою, що є найближчою до прямої демократії у світі.

## Судова влада
У Швейцарії є Федеральний Верховний суд, судді якого обираються Федеральною асамблеєю раз на 6 років. До функцій Федерального Верховного суду входить заслуховування апеляцій кантональних судів чи адміністративні ухвали федеральної адміністрації.